# Pseudohippopsis filicornis
Pseudohippopsis filicornis là một loài bọ cánh cứng trong họ Cerambycidae.